# Елловей Тауншип (Нью-Джерсі)
Елловей Тауншип (англ. Alloway Township) — селище (англ. township) в США, в окрузі Салем штату Нью-Джерсі. Населення — 3283 особи (2020).

## Демографія
Згідно з переписом 2010 року, у селищі мешкало 3467 осіб у 1193 домогосподарствах у складі 945 родин. Було 1268 помешкань
Расовий склад населення:
| - 91,5 % — білих - 5,1 % — чорних або афроамериканців - 0,9 % — азіатів - 0,4 % — корінних американців |

До двох чи більше рас належало 1,5 %. Частка іспаномовних становила 2,0 % від усіх жителів.
За віковим діапазоном населення розподілялося таким чином: 26,2 % — особи молодші 18 років, 61,9 % — особи у віці 18—64 років, 11,9 % — особи у віці 65 років та старші. Медіана віку мешканця становила 40,1 року. На 100 осіб жіночої статі у селищі припадало 101,9 чоловіків;  на 100 жінок у віці від 18 років та старших — 102,5 чоловіків також старших 18 років.
Середній дохід на одне домашнє господарство  становив 86 110 доларів США (медіана — 73 586), а середній дохід на одну сім'ю — 94 467 доларів (медіана — 90 795). Медіана доходів становила 70 375 доларів для чоловіків та 45 050 доларів для жінок. За межею бідності перебувало 5,4 % осіб, у тому числі 6,4 % дітей у віці до 18 років та 17,7 % осіб у віці 65 років та старших.
Цивільне працевлаштоване населення становило 1625 осіб. Основні галузі зайнятості: освіта, охорона здоров'я та соціальна допомога — 21,6 %, транспорт — 12,2 %, виробництво — 9,2 %, публічна адміністрація — 7,3 %.